# Christian Schneuwly
Christian Schneuwly (* 7. Februar 1988 in Wünnewil) ist ein ehemaliger Schweizer Fussballspieler.

## Karriere

### Vereine
Schneuwly kam in den Spielzeiten 2005/06 und 2006/07 25-mal in der U-21 der Berner Young Boys zum Einsatz und erzielte zwei Treffer. In der Saison 2007/08 lief er zweimal (kein Tor) für die erste Mannschaft der Berner in der Super League auf.
In der Spielzeit 2008/09 stehen sodann 27 Ligaeinsätze (sechs Tore) für den FC Biel-Bienne in der Challenge League zu Buche. Die beiden nachfolgenden Spielrunden verbrachte er wieder in den Reihen der Young Boys. 45 Ligaeinsätze und fünf Tore weist die Einsatzstatistik in dieser Karrierephase für ihn aus. Der FC Thun war in der Saison 2011/12 im Rahmen einer Ausleihe sein Arbeitgeber. Beim Team aus dem Berner Oberland absolvierte er 30 Partien in der Super League und traf achtmal ins gegnerische Tor. Es schlossen sich abermals zwei Spielzeiten als Spieler des BSC Young Boys Bern an.
Allerdings wechselte er nach saisonübergreifend 30 bestrittenen Spielen (ein Tor) für den Club während der Spielzeit 2013/14 Anfang August 2013 erneut zum FC Thun. Dort lief er bis 2015 in 47 Partien (acht Tore) auf.
Er verliess den Verein aber 2015 in der laufenden Saison 2014/2015 und schloss sich dem FC Zürich an.
Im Januar 2016 wechselte er zum FC Luzern, wo er einen Vertrag bis Ende Juni 2018 unterschrieb. Am 18. Januar 2018 verlängerte er seinen Vertrag vorzeitig um zwei weitere Jahre bis Ende Juni 2020. Am 30. Juli 2019 löste er seinen noch laufenden Vertrag per sofort auf und schloss sich später dem FC Lausanne-Sport an. Im Februar 2021 wechselte er dann weiter zum Stadtrivalen FC Stade Lausanne-Ouchy.

### Nationalmannschaften
Schneuwly absolvierte von 2007 bis 2008 acht Juniorenländerspiele für die U-20 Nationalmannschaft der Schweiz und erzielte dabei 2 Tore. Auch kam er 2005 dreimal bei der U-17-Europameisterschaft in Italien zum Einsatz.

## Sonstiges
In der Saison 2013/14 spielte er beim FC Thun mit seinem Bruder Marco Schneuwly, wie dies zuvor schon bei den BSC Young Boys während drei Saisons und von Januar 2016 bis Ende Juni 2017 beim FC Luzern der Fall war.